# Weißkopf-Ruderente
Die Weißkopf-Ruderente (Oxyura leucocephala) ist eine Art aus der Familie der Entenvögel. Sie ist ein Vertreter der Ruderenten.
Die Bestände der Weißkopf-Ruderenten insbesondere in Südeuropa und Nordafrika sind durch die Bastardisierung mit Schwarzkopf-Ruderenten bedroht. Sie zählt zu den seltensten Brutvögeln Europas und ist eine der am stärksten bedrohten Entenarten der Welt. Aus diesem Grund sind in Europa umfangreiche Schutzmaßnahmen eingeleitet worden.
Über die Lebensweise dieser Ente ist verhältnismäßig wenig bekannt. Viele Einzelheiten weiß man nur aus der Zoohaltung, die ab den 1970er Jahren verstärkt einsetzte, um die Art zu erhalten.

## Erscheinungsbild

### Körperform

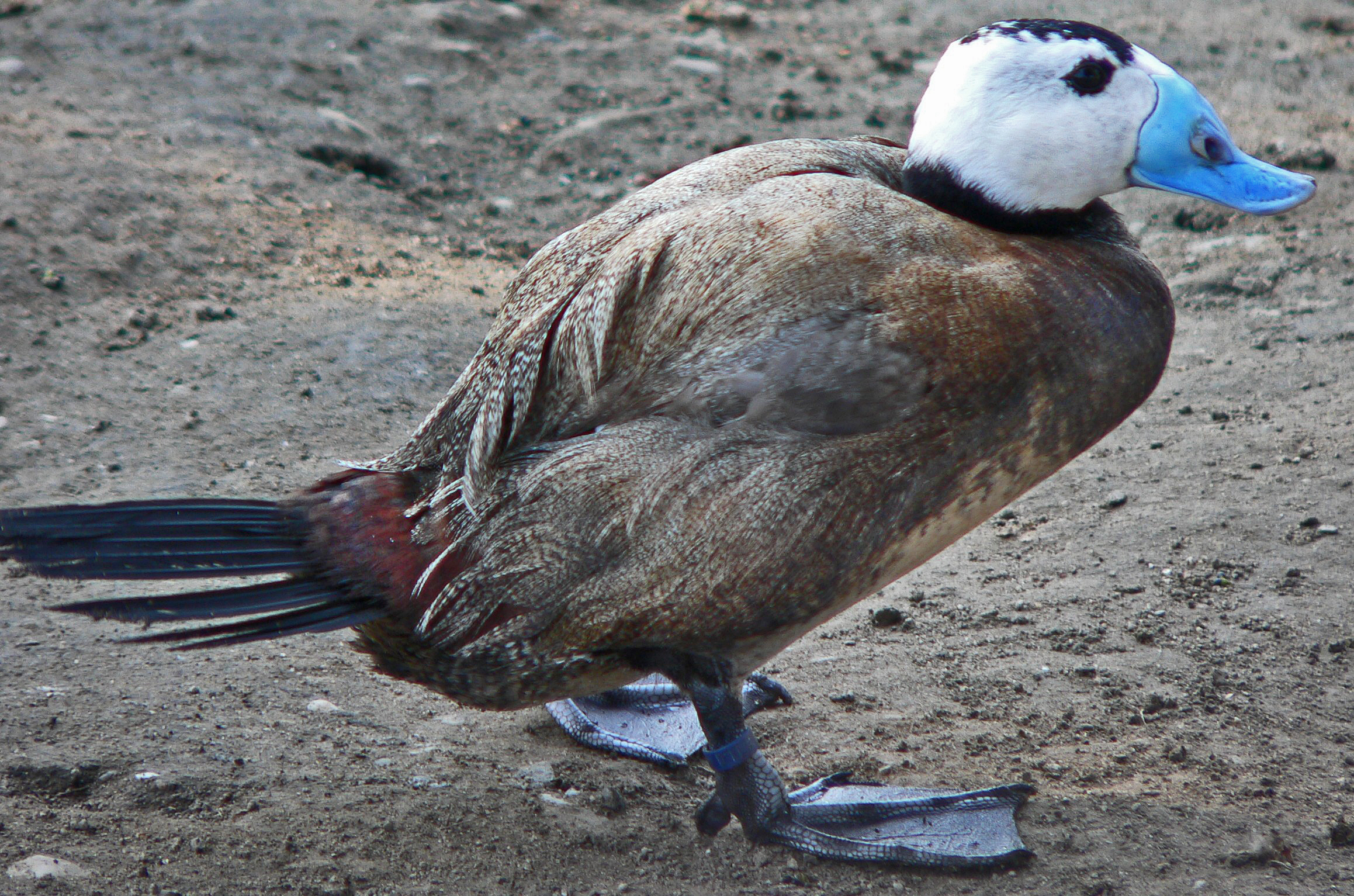
Männliche Weißkopf-Ruderente

Wie alle Ruderenten zeichnet sich auch die Weißkopf-Ruderente durch einen im Verhältnis zum Körper auffällig dicken Kopf mit einem breiten, etwas aufgetriebenen Schnabel aus. Der etwa 46 cm lange Körper ist gedrungen, und der Schwanz ist lang und wie für Ruderenten typisch steiffedrig. Er wird von beiden Geschlechtern auch außerhalb der Balzzeit häufig aufgestellt. Trotz der kleinen, gewölbten Flügel gelten Weißkopf-Ruderenten als geschickte und schnelle Flieger. Beide Geschlechter wiegen circa 700 Gramm.
Die Beine sind im Vergleich zu anderen Entenarten, die nicht zu den Ruderenten gehören, sehr weit hinten am Körper angesetzt. Sie liegen damit deutlich hinter dem Körperschwerpunkt. Die Weißkopf-Ruderente ist dadurch in der Lage, sehr kraftvoll zu schwimmen und zu tauchen. An Land wirkt sie eher unbeholfen.

### Brut- und Ruhekleid des Männchens
Wie bei den meisten Entenarten gibt es auch bei der Weißkopf-Ruderente einen ausgeprägten Geschlechtsdimorphismus. Beim Männchen im Brutkleid sind die Kopfseiten weiß, auf der Kopfplatte und am Nacken befindet sich eine schwarze Gefiederzeichnung, die bei den einzelnen Individuen unterschiedlich stark ausgeprägt ist. Durch diese Kopffärbung ist die Weißkopf-Ruderente auch am einfachsten von der nahe verwandten nordamerikanischen Schwarzkopf-Ruderente zu unterscheiden. Bei dieser ist nur das Wangenfeld weiß; ihre Körperbefiederung ist außerdem ein intensiveres Kastanienbraun.
Das Körpergefieder der Weißkopf-Ruderente ist rotbraun mit einer sehr feinen schwarzen Zeichnung. Auffällig ist während der Balz- und Brutzeit der leuchtend hellblaue Schnabel.
Im Ruhekleid ist das Körpergefieder beim Männchen etwas blasser rotbraun, der Schnabel ist dann dunkelgrau.
Ihr Brut- und Balzkleid tragen die Männchen von Ende Februar, Anfang März bis September.

### Gefiederfärbung des Weibchens
Beim Weibchen ist der Schnabel dagegen dunkelgrau und deutlich weniger aufgeworfen. Ihr Körpergefieder ist ganzjährig dunkler als beim Männchen. Im unteren Wangenfeld ist sie gleichfalls weiß befiedert, und unterhalb des Auges verläuft ein leicht bogenförmiger, weißer Unteraugenstreif. Mit diesem Körpergefieder ähnelt das Weibchen dem der Schwarzkopf-Ruderente. Der Unteraugenstreif ist beim Weibchen der Schwarzkopf-Ruderente allerdings gradliniger.

### Daunenkleid und Jugendkleid
Die Küken haben ein an der Oberseite des Körpers dunkel sepiabraunes Gefieder. Die Brust und der Bauch sind dagegen rahmweiß. Auffällig ist die Kopfzeichnung. Die Küken haben einen sepiabraunen Backenstreifen, der von einem hell rahmfarbenen Unteraugen- und Bartstreifen eingefasst ist. Im Jugendkleid ähneln die Jungenten beider Geschlechter den Weibchen. Bei Jungerpeln tritt der blaugefärbte Schnabel bereits im Herbst auf; das vollständige Prachtkleid tragen sie das erste Mal kurz vor Vollendung des ersten Lebensjahres.

## Stimme und Instrumentallaute
Die Weißkopf-Ruderente ist eine weitgehend stumme Entenart. Gelegentlich sind von ihr harte und tief knarrende, grunzende und glucksende Laute zu hören. Das Männchen gibt während der Balz ein rhythmisch hartes „krr-krr-k…“ von sich sowie hohe Pfeiflaute, die sich lautmalerisch mit „düdü“ umschreiben lassen. Vom Weibchen sind dagegen ein tiefes „gagaga…“ und ein kurzes, weiches „geh“ zu hören. Zur Balz gehört auch ein geräuschhaftes, lautes Wasserspritzen.

## Vorkommen

### Verbreitungsgebiet

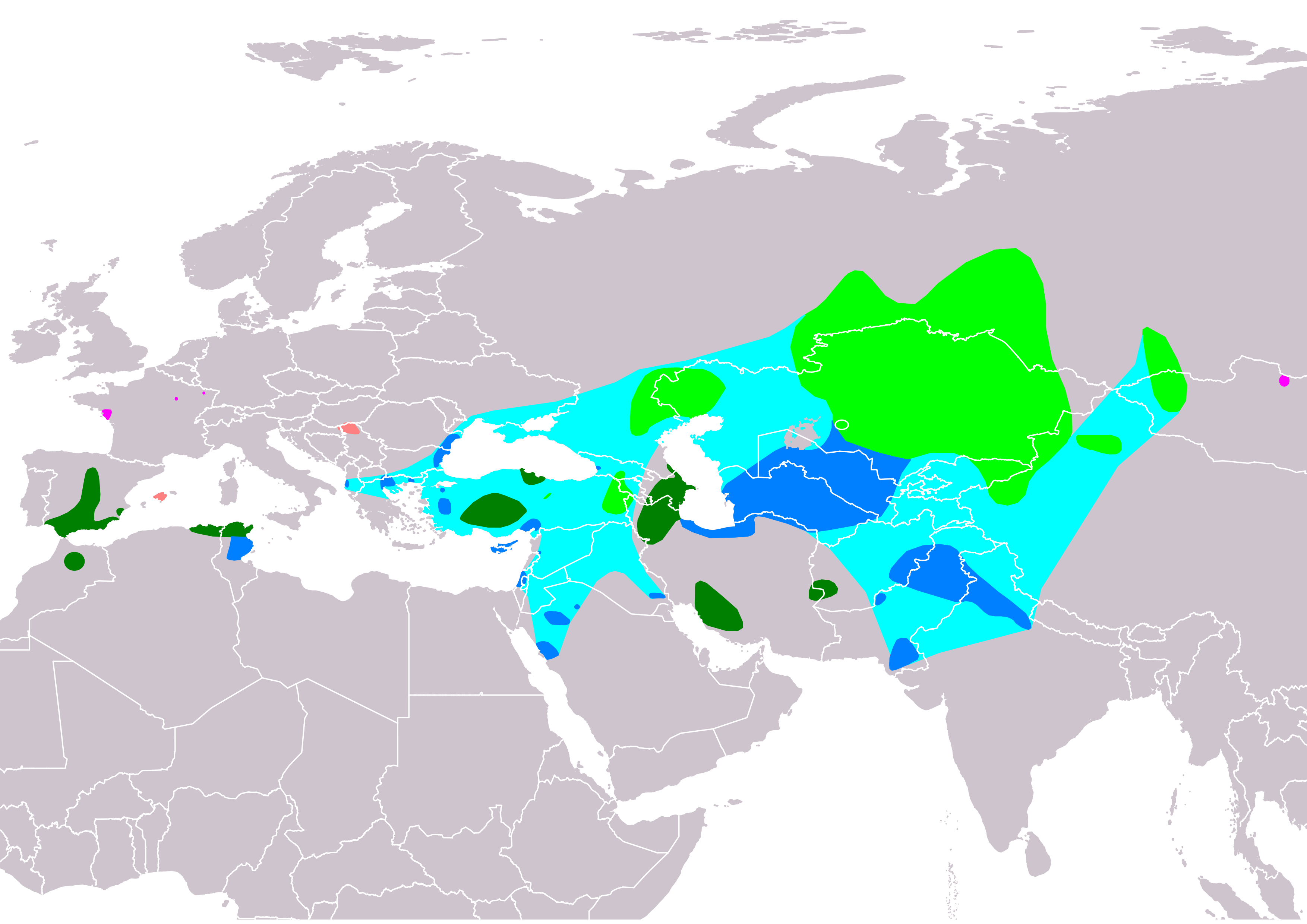
Verbreitungsgebiete der Weißkopf-Ruderente
(grün = Brutgebiete, dunkelgrün = ganzjähriges Vorkommen, hellblau = Migration, blau = Überwinterungsgebiete, violett = Streifzüge (Saisonalität unsicher), blassrot = Population wahrscheinlich erloschen)

Weißkopf-Ruderenten sind Brutvögel, die ein sehr disjunktes Brutareal in Nordwestafrika, in Vorder- und Mittelasien sowie stellenweise in Süd- und Südwesteuropa haben. So findet man diese Entenart in Teilen Russlands, Kasachstan, Usbekistan, der Mongolei, Armenien, Aserbaidschan, dem Iran, Afghanistan, der Türkei, Albanien, dem südlichen Spanien, Algerien und Tunesien.
Im Herbst und Winter sammeln sich die Weißkopf-Ruderenten an größeren Gewässern. Sie sind dann gelegentlich auch mit anderen Tauchenten vergesellschaftet und halten sich häufiger auf offenem Wasser auf als während der Brutzeit. Während die spanischen Brutvögel überwiegend Standvögel sind, sind die Brutvögel im Südosten Europas Zugvögel. Zu den wichtigen Überwinterungsgebieten zählen die Steppenseen in Kasachstan und der Burdur-See in der Türkei.
Für Mitteleuropa gibt es von Ungarn abgesehen nur sporadische Brutnachweise. Bei den neuesten Beobachtungen handelt es wahrscheinlich um Gefangenschaftsflüchtlinge.

### Lebensraum
Weißkopf-Ruderenten leben bevorzugt an flachen Seen mit ausgeprägten Riedzonen. Sie ziehen dabei schwach brackiges salzhaltiges Wasser reinem Süßwasser vor. An stärker salzhaltigen Seen brütet die Weißkopf-Ruderente dagegen nicht, da hier die Rieddickichte fehlen. Die Brutgebiete liegen außerdem alle in Regionen, die eine hohe Sommertemperatur sowie eine intensive Sonnenbestrahlung aufweisen.

## Bestandssituation

### Bestand
Obwohl keine Bestandszahlen aus früheren Jahrhunderten für diese Ente vorliegen, wird davon ausgegangen, dass die Art in Südeuropa früher wesentlich häufiger vertreten war und dass ihre Zahl aufgrund von Entwässerungsprojekten und Ausweitung der landwirtschaftlichen Produktion zurückging. Weißkopf-Ruderenten sind auf seichte Gewässer angewiesen. Diese sind jedoch im 19. und 20. Jahrhundert kontinuierlich trockengelegt worden, so dass dieser Art der Lebensraum zunehmend fehlt. Damit erklärt man sich auch die inselartigen Vorkommen in Südeuropa und Nordafrika. Die Rückgänge im asiatischen Verbreitungsgebiet sind auf Verluste von Lebensraum und Bejagung zurückzuführen.
Hartmut Kolbe schätzte den Bestand nach 1990 auf ca. 19.000 Tiere, von denen 80 % in Kasachstan und Russland brüten und von denen die Mehrzahl an einigen wenigen Seen in Anatolien überwintert. Das Überwinterungsgebiet der übrigen Vögel konzentriert sich auf Seen in Pakistan. Der Bestand der Weißkopf-Ruderente in Südspanien, Algerien und Tunesien betrug nach Kolbes Schätzung um 1992 1.000 Weißkopf-Ruderenten. Die Populationen in Ungarn waren zwischenzeitlich erloschen. Dort versuchte man die Art in den 1980er Jahren wieder einzubürgern, konnte aber bislang keinen stabilen Brutbestand aufbauen.
Die britische Regierung schätzte im Jahre 2003 die Zahl der europäischen Weißkopf-Ruderenten auf 2.700 Individuen und ging von einem weltweiten Bestand von 10.000 Altvögeln aus. Die IUCN, die international die Rote Liste gefährdeter Arten führt, ordnet die Weißkopf-Ruderente seit 2004 als bedrohte Art mit „stark gefährdet“ (endangered) ein. Grund für diese Einstufung ist, dass in den letzten 10 Jahren die Population um insgesamt 60 % zurückging. Da sich insbesondere die spanische Population aber wieder erholt hat, geht die IUCN davon aus, dass der Populationsverlust in den kommenden Jahren weniger dramatisch ausfallen werde. Die Weißkopf-Ruderente hat dabei sehr stark von den intensiven Schutzmaßnahmen profitiert. So stieg in der Region von Valencia der Bestand von vier Brutpaaren im Jahre 1994 auf 190 Brutpaare im Jahre 2000.  1997 erfolgte eine Wiederbesiedlung Marokkos.

### Bestandsbedrohung durch Bastardisierung

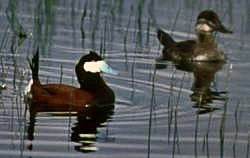
Schwarzkopf-Ruderenten bedrohen insbesondere die Bestände in Südeuropa und Nordwestafrika durch Bastardisierung.

Seit den 1950er Jahren wird insbesondere in Großbritannien die nah verwandte nordamerikanische Schwarzkopf-Ruderente als Ziergeflügel gehalten. Spätestens in den 1960er Jahren sind aus der Haltung Vögel entwichen, die sich als sogenannte Gefangenschaftsflüchtlinge stark vermehrten. Ihre Population umfasste 1993 3.500 Tiere, die in Europa brüteten und sich bis nach Südeuropa und Nordwestafrika ausbreiteten. 2003 betrug der Bestand allein in Großbritannien 6.000 Individuen dieser Art, die damit schon eine größere Populationsdichte als die in Europa beheimatete Weißkopf-Ruderente aufweist. In vielen Gebieten ist es zu Vermischungen mit ansässigen Weißkopf-Ruderenten gekommen, so dass deren reliktartige Populationen in Europa bedroht sind und die Wiederansiedelungsversuche gefährden. Die Männchen der Schwarzkopf-Ruderenten sind aggressiver als die der Weißkopf-Ruderenten, so dass sie die Weißkopfrudererpel aus dem Brutrevier vertreiben und Kopulationen mit deren Weibchen erzwingen können. Aus den Paarungen gehen fortpflanzungsfähige Hybriden hervor. Viele Vogelschützer befürchten, dass die Schwarzkopf-Ruderente letztlich die Weißkopf-Ruderente völlig verdrängen wird, wenn nicht weitgehende Maßnahmen ergriffen werden.

### Bestandsbedrohung durch Klimawandel
Ein Forschungsteam, das im Auftrag der britischen Umweltbehörde und der RSPB die zukünftige Verbreitungsentwicklung von europäischen Brutvögeln auf Basis von Klimamodellen untersuchte, weist darauf hin, dass die Bestände der Weißkopf-Ruderente möglicherweise im Verlauf des 21. Jahrhunderts in Europa allein auf Grund der Klimaerwärmung verschwinden werden. In den Simulationen des untersuchenden Teams bot keine Region Europas dieser Art mehr Lebensräume, die den spezifischen Klimaansprüchen gerecht wurde.

## Fortpflanzung

### Balz

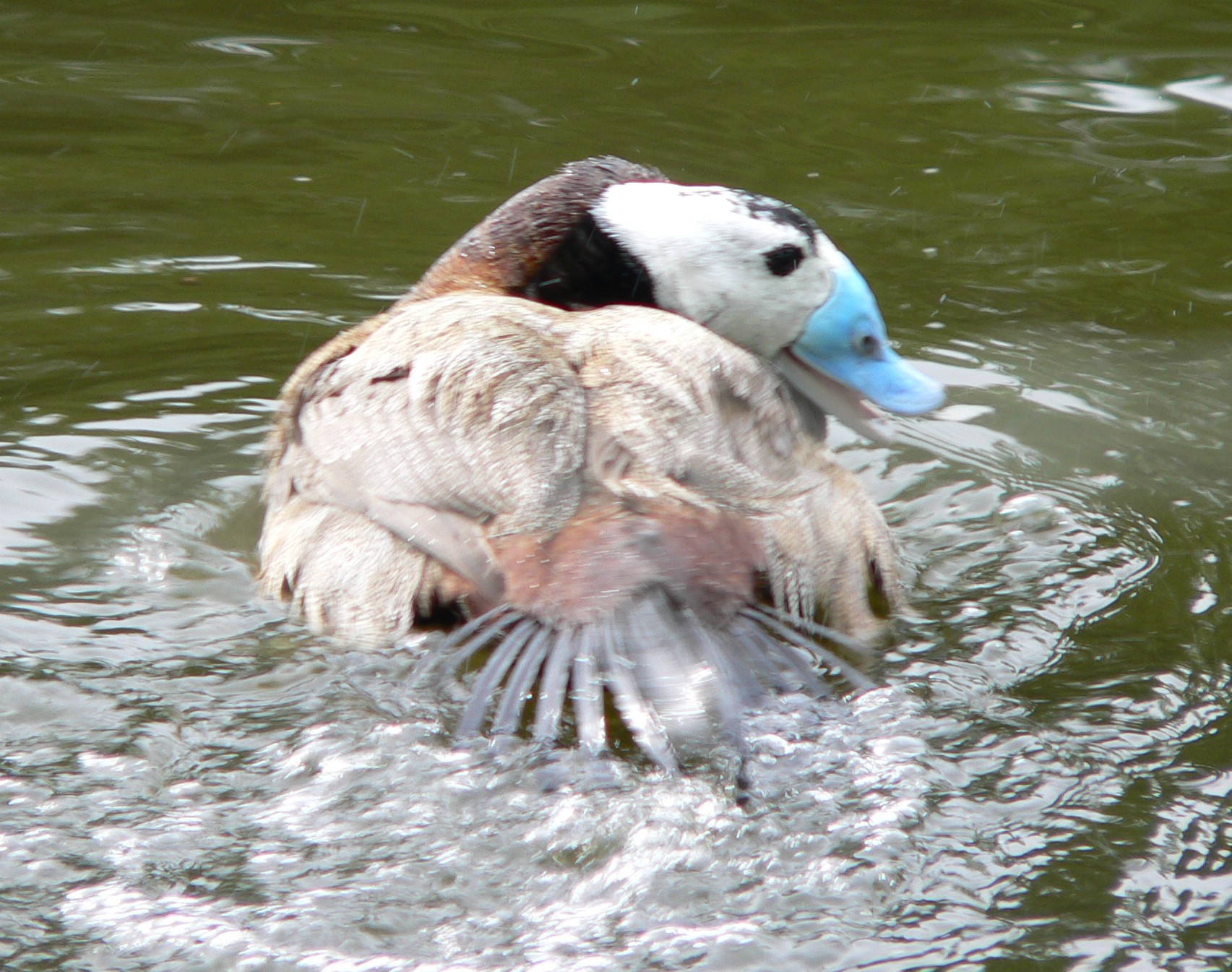
Während der Balz umschwimmt der Erpel die Ente in weiten Kreisen und wendet ihr dabei häufig den Kopf zu.

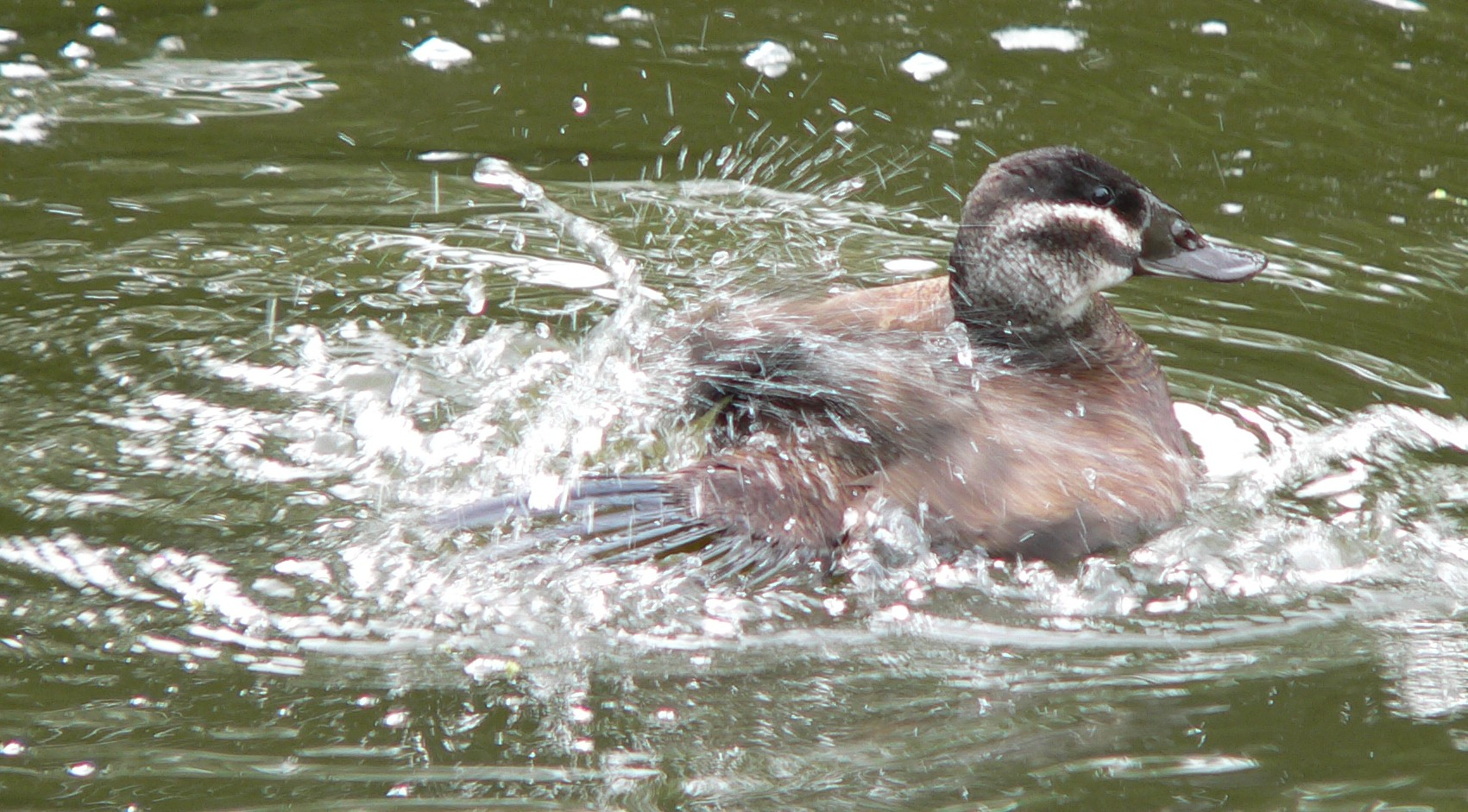
Das Weibchen reagiert gelegentlich auf die Balz des Männchens übersprungsartig mit Gefiederputzen.

Die Balz beginnt mit der Rückkehr in die Brutareale im April. Zur Balz des Erpels gehört unter anderem ein ruckartiges Aufrichten des Schwanzes und ein Auf- und Abschnellen des Kopfes. Dieses Verhalten wechselt mit zwei Formen von Demonstrationsschwimmen. Bei der einen Form umschwimmt der Erpel schnell in weiten Kreisen die Ente und liegt dabei hoch auf dem Wasser. Der Schwanz liegt dabei waagrecht auf dem Wasser, der Kopf des Erpels ist häufig der Ente zugewendet. Bei der zweiten Form schwimmt der Erpel tief eingetaucht mit auf dem Rücken abgelegten Kopf in der Nähe der Ente auf und ab.
Das Entenweibchen zeigt während dieses Werbens des Erpels häufig kein auffälliges Verhalten. Sie verfällt aber gelegentlich übersprungsartig in ein auffälliges Putzverhalten.

### Nest und Gelege

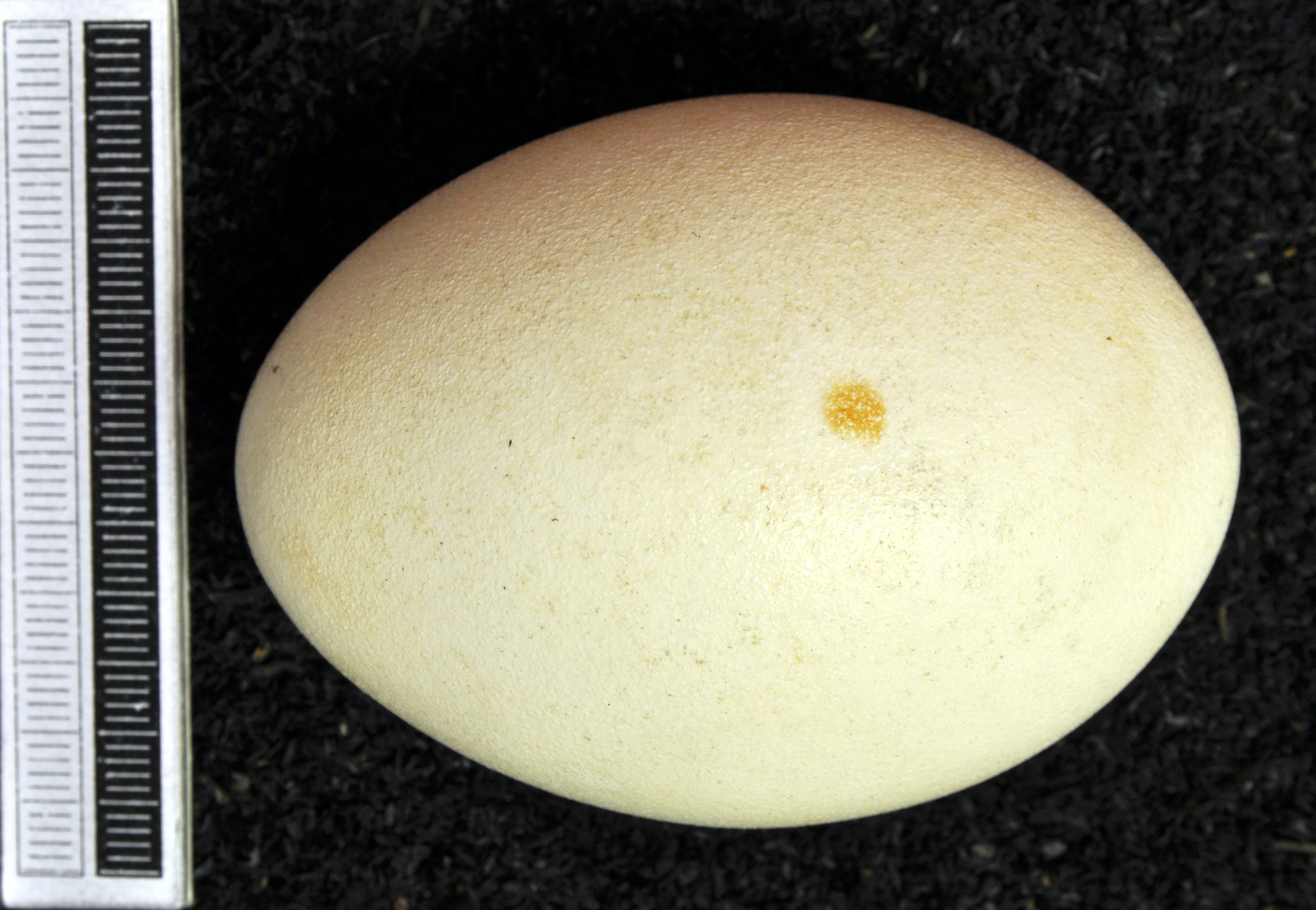
Ei, Sammlung Museum Wiesbaden

Die Nester werden bevorzugt im Rieddickicht angelegt. Dabei werden häufig die Nistinseln von Rallen und Tauchenten genutzt. Als der Wildfowl Trust in den 1970er Jahren mit der Erhaltungszucht der Art begann, machte man die Erfahrung, dass balzende Entenpaare sich nur dann fortpflanzten, wenn man ihnen in ihrer Voliere künstlich solche Nisthilfen anbot.
Das Gelege besteht aus etwa sechs bis dreizehn Eiern mit rauer Schale, die anfangs hellgrün gefärbt sind und dann zunehmend eine schmutzig weiße Färbung annehmen. Die Ente bebrütet das Gelege allein. Bei Störungen taucht die Ente direkt am Nest ins Wasser und taucht erst in weiter Entfernung vom Nest wieder auf. Sie bleibt dabei bis zu zwei Minuten unter Wasser. Häufig kommt sie in der Nähe des Erpels wieder an die Wasseroberfläche. Da man aufgrund dieses Fluchtverhaltens selten Enten auf dem Nest beobachtete, findet man in der Literatur gelegentlich noch die Behauptung, dass Weißkopf-Ruderenten die Eier nur einige Tage anbrüten und sie sich aufgrund ihrer Eigenwärme „fertigbrüten“. Die Erfahrungen aus der Zoohaltung haben diese Ansicht widerlegt.
Der Erpel hält sich zum Schlupf der Küken in der Nähe der Nestes auf. Er verlässt dann das Revier und bildet gemeinsam mit anderen Erpeln Mausergruppen.

### Die Küken
Die Küken schlüpfen nach etwa 23 bis 25 Tagen. Sie werden nur durch die Ente geführt, die sich tagsüber mit ihrem Nachwuchs entlang der Röhrichtzone aufhält. Abends ist sie gelegentlich auch mit den Küken auf offener Wasserfläche zu beobachten.
Die Küken sind nach etwa 60 Tagen flugfähig. Geschlechtsreif sind die Jungvögel in ihrem zweiten Lebensjahr.

## Nahrung
Weißkopf-Ruderenten leben überwiegend von Wasserpflanzen, von denen sie sowohl das junge Grün als auch die Samen fressen. Kleinlebewesen werden dabei nur zufällig aufgenommen. Die Küken und Jungenten fressen dagegen nahezu ausschließlich Wasserinsekten, Kleinkrebse und Wasserschnecken.

## Mensch und Weißkopf-Ruderente

### Weißkopf-Ruderenten als Ziergeflügel

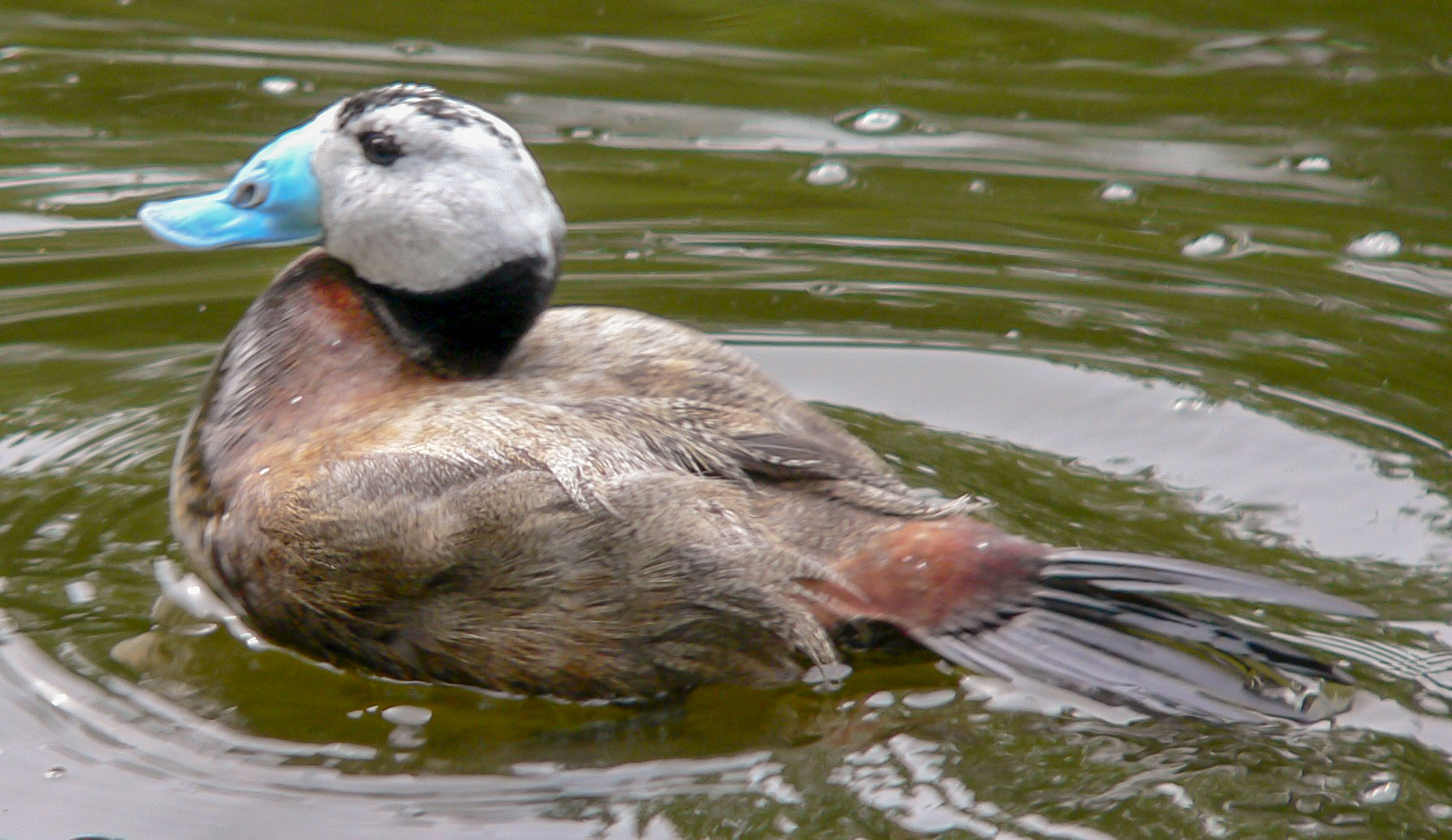
Weißkopf-Ruderenten werden erst seit den 1960er Jahren in Gefangenschaft gehalten.

Weißkopf-Ruderenten zählen nicht zum typischen Ziergeflügel. Lange Zeit wurde in Zoos und bei Privatzüchtern lediglich die nordamerikanische Schwarzkopf-Ruderente gehalten, die aufgrund ihrer Häufigkeit einfacher zu erhalten waren.
In den 1960er Jahren zog ein Zoo in Spanien die ersten zwei wild gefangenen Küken auf. Die Erstzucht dieser Art gelang jedoch erst 1973 dem Wildfowl Trust, der dazu ausgewachsene Enten in Pakistan einfangen ließ. Die Nachzuchten wurden zum Zweck der Erhaltungszucht in zahlreiche Zoos abgegeben. Zu einem der Zoos, die seit langem erfolgreich Weißkopf-Ruderenten nachzüchten, zählt der Zoo Wuppertal. Mittlerweile wird diese Art auch von Privatzüchtern gehalten; die Kükenaufzucht gilt jedoch als schwierig.

### Schutzmaßnahmen
Seit 1993 gibt es ein umfangreiches Schutzprogramm zur Erhalt der Weißkopf-Ruderenten, an denen unter anderem der britische Wildfowl Trust beteiligt ist. In Spanien werden unter anderem gezielt alle Hybriden abgeschossen. Zahlreiche europäische Zoos wie beispielsweise der Kölner Zoo haben die Haltung von Schwarzkopf-Ruderenten aufgegeben und beteiligen sich an der Erhaltungszucht von Weißkopf-Ruderenten. Wiederansiedlungsprogramme versuchen, diese Entenart wieder in Frankreich, Ungarn und Italien ansässig zu machen.
Zu den Schutzmaßnahmen gehört es auch, dass in Großbritannien die wildlebenden Schwarzkopf-Ruderenten gezielt abgeschossen werden. Diese Abschussmaßnahmen führten in Großbritannien zu umfangreichen Diskussionen über Tierschutzprogramme, nachdem 2002 knapp ein Drittel der dort lebenden Tiere gezielt erjagt wurden. Als treibende Kraft hinter den Abschüssen der Schwarzkopf-Ruderente galt die Royal Society for the Protection of Birds (RSPB), und als Protest gegen die von der Gesellschaft unterstützen Maßnahme traten viele der Mitglieder aus. Andrew Tyler, Direktor der britischen Tierschutzorganisation Animal Aid, bezeichnete innerhalb dieser Diskussionen die Tötungen der Schwarzkopf-Ruderente als grotesk und absurd. Er sah in der Hybridisierung mit der robusteren Schwarzkopf-Ruderente eine Möglichkeit für die Weißkopf-Ruderente, langfristig zu überleben. Diese Ansicht wird von vielen Naturschützern allerdings nicht geteilt. Für sie ist die Verdrängung der Weißkopf-Ruderente durch einen durch Menschen importierte Neozoen ein unwiederbringlicher Verlust an Biodiversität.

## In der Astronomie
1999 wurde der Asteroid (8971) Leucocephala nach Oxyura leucocephala benannt.

## Belege